# Kerenza Bryson
Kerenza Bryson (7 de septiembre de 1998) es una deportista británica que compite en pentatlón moderno.
Ganó una medalla de bronce en el Campeonato Mundial de Pentatlón Moderno de 2023 y dos medallas de oro en el Campeonato Europeo de Pentatlón Moderno, en los años 2019 y 2024.

## Medallero internacional
| Campeonato Mundial | Campeonato Mundial | Campeonato Mundial | Campeonato Mundial |
| Año                | Lugar              | Medalla            | Competición        |
| ------------------ | ------------------ | ------------------ | ------------------ |
| 2023               | Bath (Reino Unido) | Medalla de bronce  | Individual         |
| Campeonato Europeo |                    |                    |                    |
| Año                | Lugar              | Medalla            | Competición        |
| 2019               | Bath (Reino Unido) | Medalla de oro     | Relevo mixto       |
| 2024               | Budapest (Hungría) | Medalla de oro     | Individual         |